# Tread wear indicator

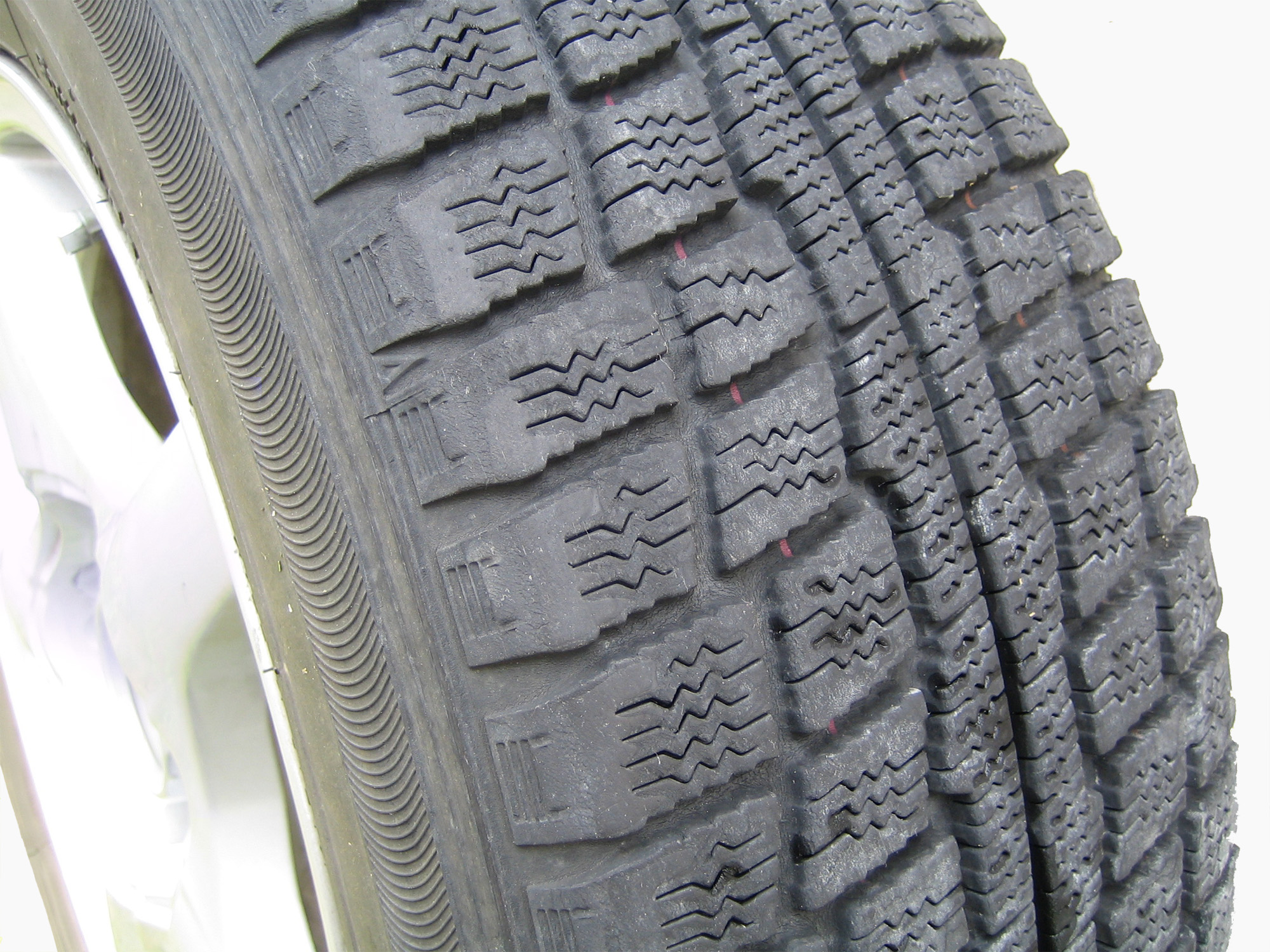
TWI aangewezen door een driehoek

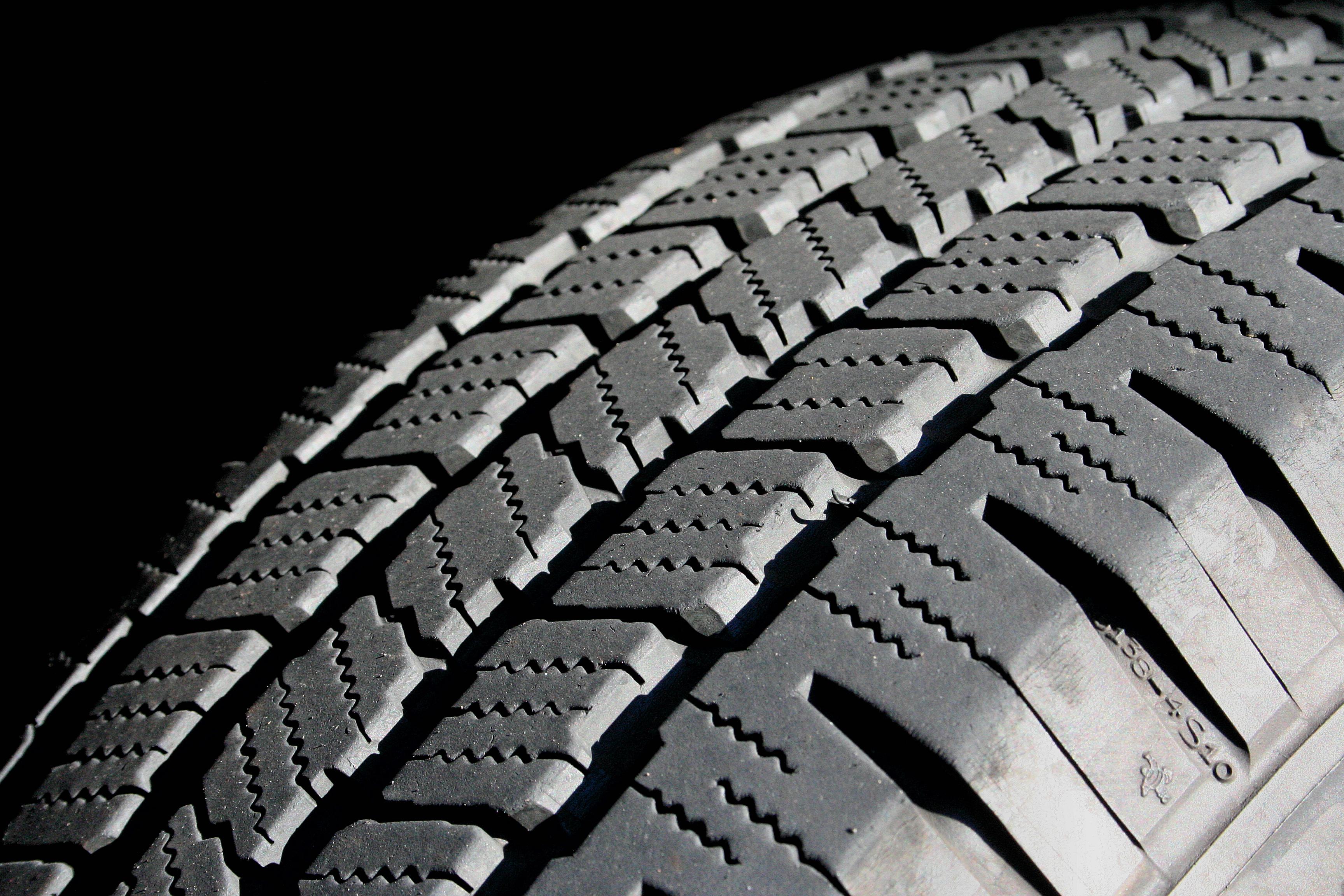
TWI aangewezen door Bibendum

De Tread wear indicator (slijtageindicator), afkorting TWI, is een kleine verhoging (meestal 1,6 mm) in het profiel van een luchtband waarmee de slijtage gecontroleerd wordt. Raakt de verhoging de weg dan is de band versleten.
De slijtage-indicator is te vinden door langs het loopvlak te zoeken naar een van de volgende tekens, die verdeeld over de hele zijkant van de band staan:
- de letters TWI
- een kleine driehoek
- bij Michelin-banden afbeeldingen van Bibendum, het "Michelinmannetje".